# 藤原雅教
藤原 雅教（ふじわら の まさのり）は、平安時代後期の公卿。藤原北家、参議・藤原家政の長男。官位は正三位・中納言。

## 経歴
永久6年（1118年）に従五位下に叙爵、以後各国の受領や民部少輔/権大輔等を歴任する。また、鳥羽法皇の下で院庁別当を務めた。この功績により、仁平3年（1153年）に従四位下・刑部卿に叙任され、久寿元年（1154年）には右中弁、久寿3年（1156年）には左中弁に蔵人頭を兼ねた。
保元元年（1156年）7月に発生した保元の乱においては、乱の勃発に先立ち後白河天皇からの命令を受け、藤原忠実・頼長父子が全国の荘園からの武士の動員を禁ずる綸旨を、奏者として全国の国司に発給する役目を果たした。乱の後の論功によって、同年9月に参議兼左大弁に任じられ公卿に列した。
その後も、保元2年（1157年）従三位、保元3年（1158年）正三位・権中納言、永暦元年（1160年）中納言と急速に昇進するが、長寛元年（1163年）中納言を致仕し、永万元年（1165年）8月14日に出家した。

## 系譜
- 父：藤原家政
- 母：藤原顕隆の長女
- 妻：藤原顕能の娘
  - 男子：藤原雅長（1145-1196）
  - 男子：藤原俊教 - 駿河守
  - 男子：藤原公房 - 右少将
- 生母不詳の子女
  - 女子：藤原実長室
  - 女子：